# Fernando Pinto do Amaral
Fernando José Branco Pinto do Amaral (* 12. Mai 1960 in Lissabon, Portugal) ist ein portugiesischer Schriftsteller, Philologe und Hochschullehrer. Er ist auch als Literaturkritiker und Übersetzer tätig. Als Autor ist er als Romancier, Lyriker, Essayist und Kinderbuchautor tätig.
Auch ist einiges aus seinem Werk ins Deutsche übersetzt worden und er ist Goya-Preisträger.

## Leben und Wirken
Fernando Pinto do Amaral wurde in Lissabon geboren und studierte zunächst Medizin, dass er jedoch abbrach, um zum Studienfach Philologie überzuwechseln. Dort machte er seinen Master und Promotion in portugiesischer Literatur. Seit 1987 ist er Professor für Romanistik bzw. Lusitanistik an der Universität von Lissabon.
Seine literarische Karriere begann er im Alter von 30 Jahren mit seinem ersten Gedichtband, seitdem folgten fünf Gedichtbände und zwei Essaybände sowie Bücher der Kinder- und Jugendliteratur.
Als Übersetzer konnte er Baudelaires La Fleur du Mal ins Portugiesische übersetzen, sowie das Gesamtwerk von Jorge Luis Borges, aber auch Werke von Paul Verlaine und Gabriela Mistral.
Fernando Pinto do Amaral lebt in Lissabon.